# الوزارة الاتحادية للزراعة والمناطق والسياحة
في سياسة النمسا، الوزارة الاتحادية للزراعة والمناطق والسياحة (في الألماني تدعى بي ام ال ار تي، وغالباً ما تدعى نشهلتيخكايتسمينيستيريوم {لغة ألمانية})، هي وزارة مسؤولة عن سياسة الزراعة، والغابات، والصيد، وصيد الأسماك، وقانون زراعة الكروم، والنبيذ، وخدمات البريد، والاتصالات، والتعدين، والعطف على الحيوان، وصناعة السياحة. أنشأت الوزارة في عام 2000 من خلال دمج وزارة الزراعة ووزارة البيئة، أصبحت مسؤولة عن قطاع الطاقة والتعدين والسياحة في ظل حكومة كورتز الأولى في 2018.

## تاريخ الوزارة
كانت وزارة الزراعة في سيسلي ثاني، التي أنشئت في عام 1867، أول مبادرة للوزارة. زيادة على الزراعة، كانت الوزارة مسؤولة عن تنظيم الصيد، وصيد الأسماك، والهندسة المائية، باستثناء الهندسة الهيدروليكية ذات الأهمية العسكرية. تغير اسم المنظمة إلى وزارة الزراعة والغابات في عام 1918 وسُميت لفترة وجيزة بإدارة (ستاتسمت) بدلاً من وزارة خلال فترتي الانتقال الدستوري بعد الحربين العالميتين. باستثناء الاسم، بقيت الوزارة في شكلها الأصلي حتى عام2000.
عام 1972، أنشأت النمسا وزارة الصحة والبيئة، في عام 1987 ضمت الوزارة شؤون الأسرة إلى جانبها حيث تحولت إلى وزارة البيئة، والشباب، وشؤون الأسرة.
عام 2000 دُمجت الوزارتان (وزارة الصحة ووزارة البيئة) لتشكيل وزارة واحدة تدعى وزارة الزراعة، والغابات، والبيئة، وإدارة المياه، فتحولت مسؤولية شؤون الأسرة إلى وزارة أخرى في ذلك الوقت هي وزارة الشؤون الاجتماعية.
عندما تولت حكومة كورز المهام في ديسمبر 2017 كُلِفَتْ الوزارة بقطاع الطاقة والتعدين والسياحة زيادةً على مهامها وواجباتها الموجودة حاليًا وحصلت على تصنيفها الحالي. أدت المسؤوليات الإضافية للوزارة إلى إنشاء مؤسسة استثنائية تتمتع بسلطة واسعة. ووِصِفَت الوزارة الجديدة بأنها وزارة عظمى. واجه مجلس الوزراء صعوبة كبيرة في العثور على اسم يناسب اختصاصه الواسع ولاحظ الوزير الحالي أن هذه الخطوة كانت مثيرة للجدل.
بعد تولي حكومة كوارتز الثانية مهامها في يناير 2020، تغير اسم الوزارة إلى الوزارة الاتحادية للزراعة والمناطق والسياحة.

## مسؤوليات الوزارة
اعتبارًا من يناير 2020، تتولى الوزارة التنظيم والإشراف أو الإدارة على التوالي على:
- السياسة الزراعية والقانون.
- الخدمة البديلة للخدمة العسكرية.
- قطاع الغذاء باستثناء سلامة الغذاء.
- سياسة وقانون الغابات.
- الأسواق المحلية للمنتجات الزراعية والغذائية والحرجية، بما في ذلك البذور، وخزن البذور، والأغذية الحيوانية، والأسمدة، ومنتجات وقاية النبات، بما في ذلك الموافقة التنظيمية، باستثناء تنظيم الأسعار، والمراقبة، والرقابة.
- الاستيراد والتصدير.
- قانون النبيذ والإشراف على زراعة الكروم.
- استصلاح الأرض، والسلطات الزراعية، والمعاملات العقارية الزراعية، والغابات.
- معايير تهدف إلى الحد من تعرض قطاع الزراعة والغابات للديون.
- قانون إدارة المياه باستثناء الجوانب الهندسية للممرات المائية وإمدادات المياه وإنشاء الصرف الصحي.
- حماية النبات.
- المدارس الزراعية والغابات، بما في ذلك إدارة الموارد البشرية، إلى الحد الذي لا تتعامل معه المستشارية.
- تبادل السلع الزراعية والغابات.
- التمثيل المهني لأصحاب المشاريع الزراعية، والغابات، والمستقلين.
- إدارة العقارات العامة المستخدمة في الزراعة والغابات.
- الصيد، وصيد الأسماك.
- حماية المياه الحدودية للنمسا والحفاظ على حقوق النمسا في المياه ومصالح إدارة المياه والجوانب الهندسية لبناء المياه في المياه الحدودية، باستثناء نهر الدانوب، ومارس، وتاجا في اتجاه مجرى النهر من برنهاردستال.
- التعدين.
- خدمات البريد، والاتصالات.
- خدمة تطوعية.
- السياحة.

## كيان الوزارة
منذ يناير 2020، تتكون الوزارة من الوزيرة وحاشيتها، مكتب السكرتير العام ودائرة التنسيق الخاص وخمس دوائر نظامية أخرى منظمة ومرقمة:
1. إدارة المياه، والهندسة الهيدروليكية.
2. التنمية الزراعية الريفية.
3. الغابات، والاستدامة.
4. الاتصالات السلكية، واللاسلكية عامة، والخدمات البريدية، والتعدين.
5. السياحة، والسياسة الإقليمية.

الوزيرة وموظفوها معينون سياسيًا، الأمين العام ورؤساء الأقسام موظفون مدنيون محترفون.